# أوليكسي بوريسلافسكي
أوليكسي بوريسلافسكي (مواليد 17 نوفمبر 1968) هو سبّاح من الاتحاد السوفيتي، مثّل بلاده في الألعاب الأولمبية الصيفية 1988.

## روابط خارجية
أوليكسي بوريسلافسكي على موقع أوليمبيديا (الإنجليزية)